# Rumex yungningensis
Rumex yungningensis är en slideväxtart som beskrevs av Samuelsson. Rumex yungningensis ingår i släktet skräppor, och familjen slideväxter. Inga underarter finns listade i Catalogue of Life.